# Muzeum Archeologiczne w Gdańsku
Muzeum Archeologiczne w Gdańsku – samorządowa instytucja kultury prowadzona przez samorząd województwa pomorskiego. 

## Historia
Muzeum, utworzone zostało w 1953 jako dział Muzeum Pomorskiego w Gdańsku. W czerwcu 1958, po uzyskaniu własnej siedziby, przekształcone zostało w Oddział Archeologiczny. Od 1 stycznia 1962 funkcjonuje jako samodzielne muzeum. Gromadzi zbiory dokumentujące: pradzieje północnej Polski, kulturę materialną mieszkańców Gdańska i Pomorza Gdańskiego, od wczesnego średniowiecza po czasy nowożytne; bursztyn i wyroby z bursztynu, od pradziejów po współczesność; kulturę materialną dawnych i obecnych mieszkańców Sudanu.

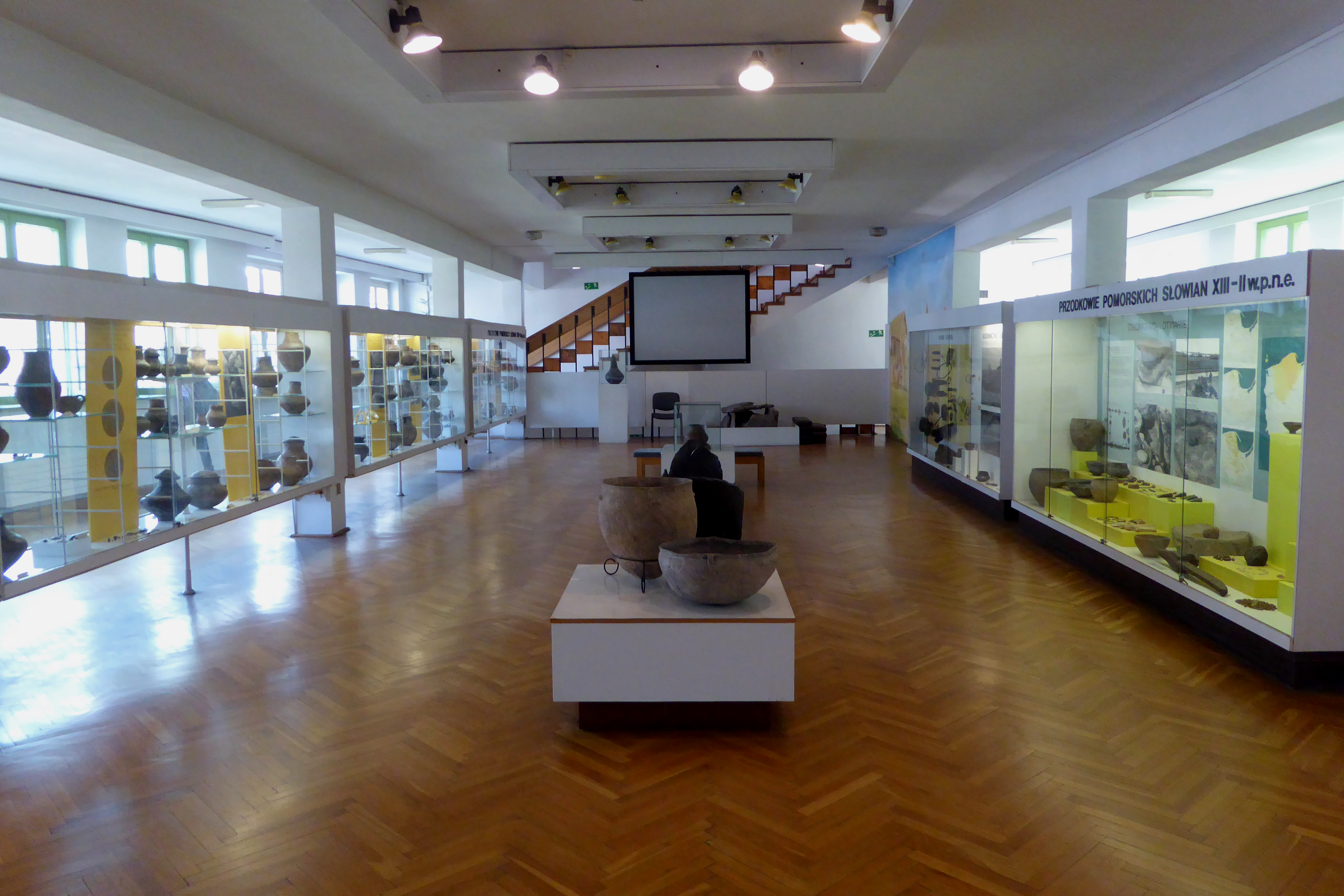
Ekspozycja w Domu Towarzystwa Przyrodniczego

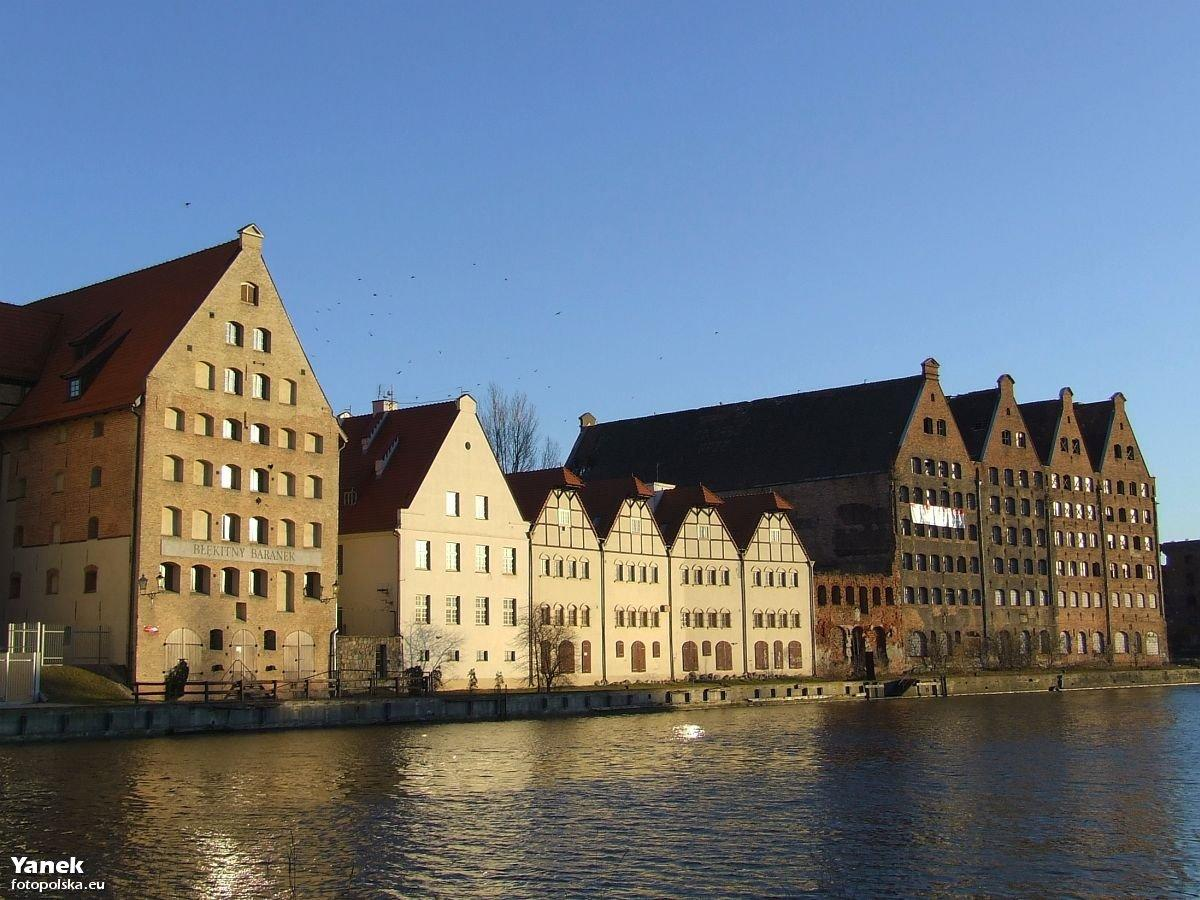
Wyspa Spichrzów, pierwszy z lewej Błękitny Baranek

W skład zbiorów muzeum weszła część zbiorów archeologicznych, która przetrwała zniszczenia wojenne Zachodniopruskiego Muzeum Prowincjonalnego w Gdańsku i drobna część kolekcji bursztynu.
Niemal od momentu swego powstania muzeum prowadzi badania archeologiczne na terenie Pomorza Gdańskiego. Od 1987 obejmuje swymi badaniami także historyczne Śródmieście Gdańska (wcześniej był to obszar działania stacji archeologicznej Instytutu Historii Kultury Materialnej PAN, a muzeum jedynie sporadycznie podejmowało badania na tym terenie). Od 1993 ekspedycja muzealna prowadzi także badania archeologiczne (powierzchniowa inwentaryzacja stanowisk połączona z wykopaliskami) na terenie Sudanu, w rejonie IV katarakty Nilu.
Główna siedziba muzeum mieści się w dawnym Domu Towarzystwa Przyrodniczego przy ul. Mariackiej 25/26, zajmując także sąsiednie kamienice przy ul. Dzianej, Długim Pobrzeżu oraz Bramę Mariacką. 
W czerwcu 2008 otwarto nową wystawę poświęconą życiu w średniowiecznym Gdańsku. Znalazła się ona w odremontowanym, zabytkowym spichlerzu „Wisłoujście” (dawniej „Błękitne Jagnię”, zbudowany od XVI wieku do XVIII wieku), przy ul. Chmielnej 53 na Wyspie Spichrzów. 
Ponadto muzeum użytkuje w Gdańsku odbudowany budynek dawnego browaru przy ul. Rycerskiej 9. 
W 1993 muzeum przejęło w użytkowanie dwa skrzydła pokrzyżackiego zamku w Gniewie, gdzie powstał oddział muzeum. W 2001 roku otwarto kolejny oddział - skansen archeologiczny „Grodzisko” w Sopocie, gdzie prezentowane są zrekonstruowane, dokładnie w miejscach ich odkrycia, zabudowania wczesnośredniowiecznego grodu. 
W 2014 roku muzeum udostępniło do zwiedzania relikty romańskiego refektarza z zachowanymi sklepieniami. Pomieszczenie zostało odkryte w trakcie badań archeologicznych pod placem Dominikańskim – obecnie oddział muzeum „Piwnica Romańska”.

## Dyrektorzy

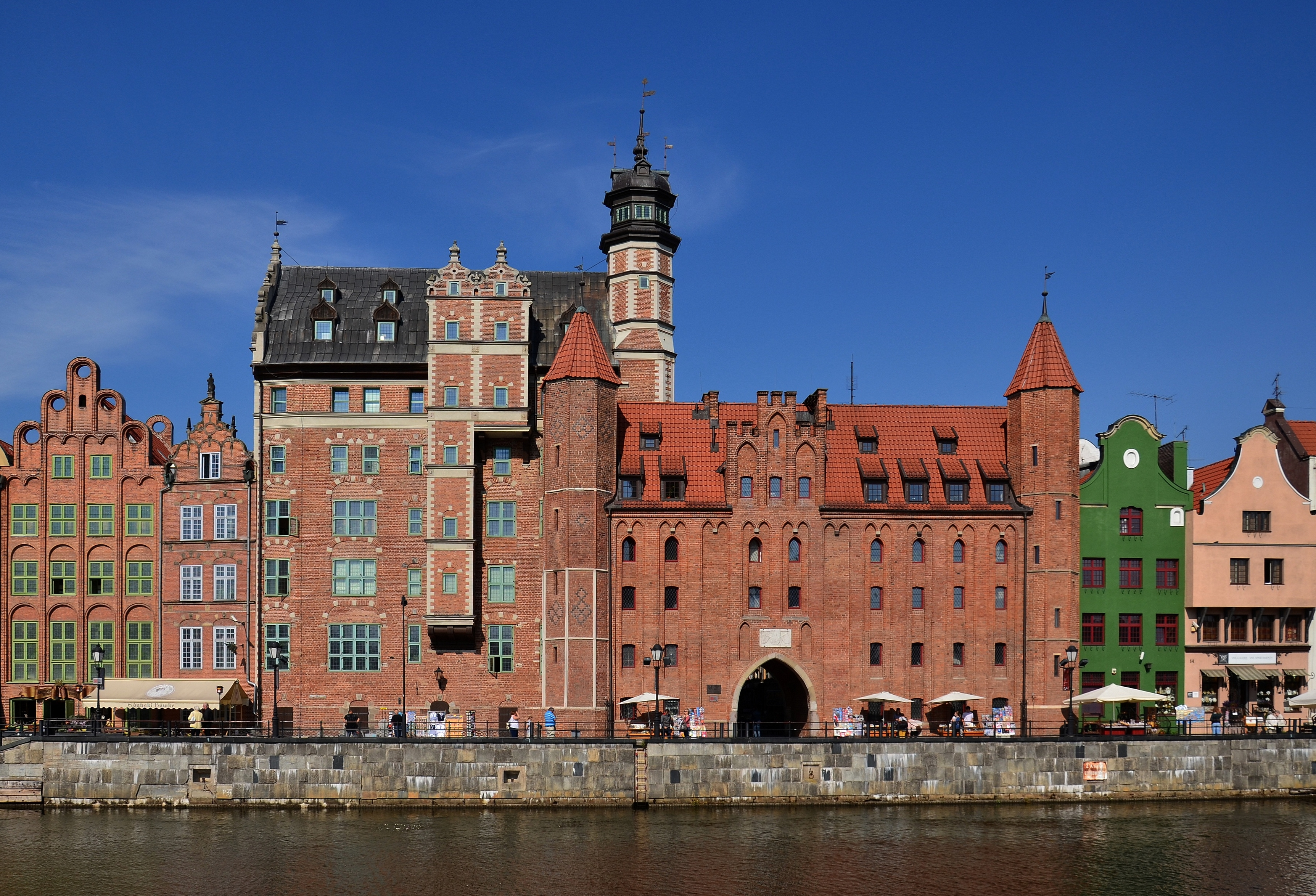
Dom Towarzystwa Przyrodniczego i Brama Mariacka od strony Motławy

- Leon Jan Łuka (1953–1983)
- Marian Kwapiński (1983–1991)
- Henryk Paner (1991–2014)
- Ewa Trawicka (2015–)[5]

## Oddziały
- Oddział w Gniewie (Muzeum Zamkowe)[6]
- Skansen archeologiczny „Grodzisko w Sopocie”, ul. Haffnera 63, Sopot[7],
- Piwnica Romańska[8], plac Dominikański 1, Gdańsk[9],
- Centrum Edukacji Archeologicznej „Błękitny Lew”[10], w spichlerzu „Błękitny Baranek”, ul. Chmielna 53, Gdańsk[11]